# Supramirano
El supramirano o surmirano (en romanche: surmiran) es un dialecto o variante de la lengua romanche. Se utiliza en la región de los Grisones conocida como Surmeir, que coincide con la Val Sursette (en alemán, Oberhalbstein) y parte del valle del río Albula.
Un medio de prensa significativo en este dialecto es La Pagina da Surmeir, una publicación semanal con sede en Savognin.
Entre los cultores literarios de este dialecto, cabe destacar al capuchino Alexander Lozza.